# خط سوتوبو
خط سوتوبو (به ژاپنی: 外房線, Sotobō-sen) یکی از خطوط قطار شرکت راه‌آهن شرق ژاپن است. این خط ایستگاه چیبا در استان چیبا را به ایستگاه آوا-کوماگاوا در همان استان متصل می‌کند. در حال حاضر این خط دارای ۲۷ ایستگاه می‌باشد.